# Adore You
«Adore You» —en español: «Te adoro»— es una canción interpretada por la cantante estadounidense Miley Cyrus, incluida en su cuarto álbum de estudio, Bangerz, lanzada como tercer sencillo el 17 de diciembre de 2013 a través del sello discográfico RCA. Fue escrita por Stacy Barthe y Oren Yoel, y producida por este último. «Adore You» es una balada pop con influencias del R&B y en cuanto a su lírica la intérprete hace referencia al amor que siente hacia un amante.
La pista recibió en general comentarios favorables por parte de los críticos de música contemporánea, quienes alabaron su producción en general y la entrega vocal de Cyrus. Al mismo tiempo la reconocieron como una de las canciones más conservadoras del álbum.
Antes de ser lanzada oficialmente como sencillo, la intérprete quería lanzar «SMS (Bangerz)» como tercer sencillo, pero debido a que «Adore You» debutó en el número 42 en el Billboard Hot 100, decidió lanzarlo oficialmente. Después de lanzar el vídeo musical logró subir al puesto 21 de dicha lista, siendo este su punto más alto obtenido. Asimismo, hizo su aparición de forma moderada en diversas listas de Europa y Oceanía. Por su índice de ventas consiguió un disco de oro en Australia y Dinamarca, mientras que en Canadá le fue otorgado uno de platino. Asimismo, consiguió ser doble disco de platino en Estados Unidos al vender más de dos millones de copias. En comparación con los anteriores sencillos del disco, «We Can't Stop» y «Wrecking Ball», obtuvo un rendimiento inferior en varias listas musicales. Las copias vendidas llegaron a ascender a más de 3 130 000 unidades.
El vídeo musical de la pista estuvo bajo la dirección de Rankin, y se estrenó oficialmente el 26 de diciembre de 2013 en la cuenta Vevo de la artista, — un día antes se filtró en Internet — el vídeo causó controversia debido a que hay escenas donde la cantante aparece en una cama y luego en una bañera haciendo poses sugestivas, algunos críticos se atrevieron a decir que parecía simular una película pornográfica. Más tarde la intérprete contactó al disc-jockey Cedric Gervais para remezclar la canción, esta nueva versión se estrenó el 3 de marzo y fue lanzado a la tienda de música Beatport, posteriormente se lanzó en iTunes por su sello discográfico Spinnin' Records.

## Antecedentes y composición
| «Todo el álbum es una historia [...] creo que empezando con "Adore You" y acabando con "Someone Else", [...] pienso que ya sabía más intuitivamente hacia donde iba mi vida que lo que realmente creía en ese momento». —Miley Cyrus hablando sobre el contenido del álbum, Bangerz. |

Antes del lanzamiento de la canción «Adore You» como sencillo, Cyrus tenía en mente lanzar la canción «SMS (Bangerz)» con la colaboración de Britney Spears, pero debido al éxito de la canción en las listas de Billboard, la disquera RCA Records decidió lanzar a «Adore You» como tercer sencillo del álbum Bangerz. En diciembre de 2013, Cyrus anunció oficialmente que «Adore You» sería lanzado como el tercer sencillo de su cuarto álbum de estudio, Bangerz. Su lanzamiento sigue a sus anteriores sencillos «We Can't Stop» y «Wrecking Ball», lanzados ese mismo año. Fue originalmente programado para estrenarse en las principales estaciones de radio en los Estados Unidos el 6 de enero de 2014, sin embargo fue lanzado tres semanas antes, el 17 de diciembre. El 18 de diciembre, Cyrus dio a conocer la portada oficial de «Adore You» a través de sus cuentas de Instagram y Twitter. En la imagen se muestra la mitad inferior de la cara de Cyrus, cubierta por un ramo de rosas y con el título de la canción estilizado con el tipo de letra, paloseco. La portada extrañamente muestra una imagen de Cyrus más conservadora en comparación con proyectos anteriores suyos que representaban un lado más sexual y provocador.

## Descripción

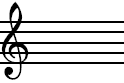
La canción está compuesta en la tonalidad de do mayor.

«Adore You» fue compuesta por Stacy Barthe y Oren Yoel, mientras que la producción estuvo a cargo del último. Es una balada romántica perteneciente al género pop con influencias de R&B, la cual dura cuatro minutos y treinta y ocho segundos. De acuerdo con la partitura publicada por Faber Music en el sitio web Musicnotes, «Adore You» está compuesta en la tonalidad de do mayor. El registro vocal se extiende desde la nota sol2 hasta la3. En el coro, Cyrus declara el amor que siente hacia un amante a través de las líneas (When you say you love me/ Know I love you more/ When you say you need me/ Know I need you more/ Boy, I adore you —en español: "Cuando dices amarme/ Sé que te amo más/ Cuando dices necesitarme/ Sé que te necesito más/ Chico, Yo te adoro"—), sin embargo Kyle Fowle de Slant Magazine considera que la dependencia de Cyrus a su pareja y a la canción es sin duda perjudicial para su bienestar personal. Jim Faber de Daily News escribió una reseña positiva sobre la canción, pero en cuanto a la producción le pareció demasiado arreglada y con excesivo uso de auto-tune para corregir el tono en ejecuciones vocales.

## Recepción

### Comentarios de la crítica

Heather Phares, del sitio web Allmusic, sostuvo que «Adore You» es descaradamente romántica, y un movimiento audaz como la publicidad predecesora al lanzamiento del álbum.

Posteriormente al lanzamiento del álbum diversos críticos calificaron de manera positiva a la canción. Como parte de la recepción crítica del tema, Jason Lipshutz de la revista Billboard describe a la canción como «emocionalmente madura, pero no demasiado provocativa». Además en su crítica escribió:

«I just started living» —en español: «Acabo de empezar a vivir»—, Cyrus canta sobre tambores enlatados y susurros en cadena. La sabiduría [del álbum] Bangerz comienza con una canción que es emocionalmente madura, pero no demasiado provocativa - en vez de inmediatamente aparecer moviendo la lengua a los oyentes, la cantante demuestra que la pasión puede residir hasta el fin, vulnerables proclamaciones del romance.

Jim Faber de Daily News criticó de manera negativa al álbum, pero felicita en su reseña a la cantante por reflejar mucha emoción en varias baladas. Además agrega que: «Cyrus va por la emoción totalmente serio en varias baladas, incluyendo la primera pista prometedora, "Adore You", pero a veces es difícil determinar su efecto real. Hay suficiente maquinaria engañando a su voz para lanzar una misión a Marte». Asimismo Kitty Empire del periódico inglés The Observer, aunque describe al álbum como «cobarde», Empire escribe en su reseña que la canción tiene una calma musical, una gran simpatía y uno de sus cortes menos vistosas y de mayor éxito. Mikael Wood de Los Angeles Times describió al tema como «majestuoso» y de una excelente calidad. Asimismo, en un artículo publicado en 2015 por The Guardian, la canción fue calificada como una de las 10 mejores de la discografía de la cantante.

### Recibimiento comercial
La recepción comercial de «Adore You» fue moderada comparada con los anteriores sencillos del álbum Bangerz. En los Estados Unidos, alcanzó el número 42 de la lista Billboard Hot 100 en su primera semana. En su segunda semana, la pista cayó al puesto 79 antes de caerse por completo la semana siguiente. Después del estreno de su vídeo musical, «Adore You» reentró en la lista en la posición número 22 y finalmente alcanzó su máxima posición en el puesto 21. Diversos medios opinaron que la canción no tuvo gran éxito comparado con «We Can't Stop» y «Wrecking Ball», debido a que duró muy poco tiempo en las listas de popularidad. Sin embargo la canción contó con buena aceptación por la audiencia en internet, logrando debutar en el puesto número uno de la lista Streaming Songs. En Canadá alcanzó el puesto 36 en la lista Canadian Hot 100, y en el puesto 21 en la lista Digital Songs de dicho país.
«Adore You» apareció moderadamente en las listas europeas, alcanzó los puestos 21 y 27 en Escocia y Reino Unido respectivamente. La canción llegó al puesto número 24 en el Tracklisten danés, el número 44 en la lista de sencillos irlandeses, y el número 50 en España. En Oceanía, «Adore You» alcanzó el puesto 25 en Australia, y el puesto número 15 en Nueva Zelanda. La canción logró certificar en cuatro países, en Australia y Dinamarca fue certificada oro, en Canadá fue certificada platino, y en Estados Unidos logró obtener el doble disco de platino al vender más de dos millones de copias en el país.

## Vídeo musical

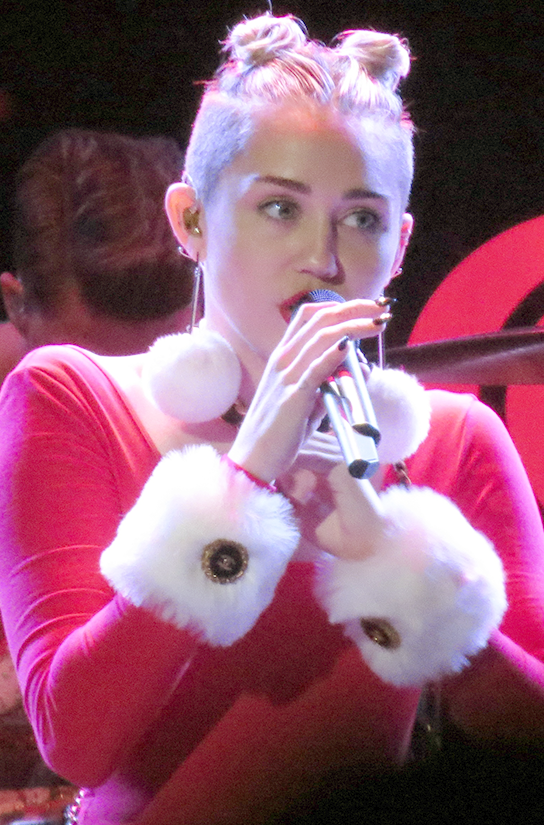
Miley Cyrus interpretando «Adore You» en el 93.3 FLZA's Jingle Ball en Tampa, Florida.

El vídeo musical de la canción fue dirigido por Rankin, quien anteriormente había trabajado con Cyrus en el vídeo de «Real and True». El vídeo se estrenó el 26 de diciembre del 2013 en su canal Vevo de Youtube, sin embargo, el producto final se filtró en la tarde del 25 de diciembre de 2013, un día antes de lo esperado, esto llevó a la especulación de que Cyrus filtró intencionalmente el vídeo como un truco publicitario, a pesar de que más tarde refutó las acusaciones a través de su cuenta de Twitter. Sus escenas muestran a Cyrus en ropa interior y parcialmente desnuda. En las imágenes, Cyrus aparece en una cama y en una bañera realizando poses sugestivas, algunas escenas se realizaron con iluminación de visión nocturna. Rose Lilah de Hot New Hip-hop redactó una reseña crítica sobre el vídeo, en donde comenta: «Miley está básicamente debajo de las sabanas tocándose a sí misma antes de entrar en una bañera con un vestido de encaje negro mientras se  frota algunas partes de más. Yup... Disfrútenlo». El escritor de MTV News, Gil Kaufman felicitó a Cyrus por no parecer preocupada por sus controversias anteriores, y además sentía que Cyrus «sube la apuesta aún más» en el vídeo; destacó la producción y comparó el vídeo con el trabajo realizado por Madonna, Lady Gaga y Katy Perry, y citó el vídeo como el último ejemplo de Cyrus dejando atrás a su niña interior.
Varios críticos discutieron si el vídeo musical era más provocativo que las imágenes de anterior sencillo «Wrecking Ball». Tomando nota sobre las escenas sexuales con gestos explícitos, un escritor de Fox News Channel se preguntó si Cyrus había conseguido crear un vídeo musical y lo consideró más escandaloso que su predecesor, además sugirió que su éxito comercial sufriría por su lanzamiento. Courtney Subramanian de la revista Time le pareció un vídeo con muchas escenas con poca ropa, sin embargo le pareció un vídeo con menos twerking y mejor producido. Algunos críticos comentaron que Cyrus se masturbaba durante el vídeo, Rebecca Pocklington del Daily Mirror le pareció que la canción merecía un vídeo grande «pero nos preguntamos ¿de quién fue la idea de que Miley se tocara a sí misma en ese lugar especial?», esa misma idea la compartió Jon Blistein de la revista Rolling Stone quien escribe que Cyrus se toca durante todo el vídeo, algo que no encaja con el mensaje de la canción. Andrew Trendell de Gigwise criticó negativamente el vídeo, él comentó que las escenas eran innecesarias, además opina que esta es otra estrategia de Cyrus para conseguir atención a su carrera. Melissa McDonald de Liberty Voice escribió una crítica neutra donde describe extensamente la recepción de la audiencia. En ella escribe: «Miley Cyrus ha provocado controversia una vez más sobre su nuevo vídeo [...] cruzó la frontera de estar desnuda y tomó la atención de su música [...] Algunos de sus fanáticos se mantuvieron fieles, expresando su amor por la canción y el vídeo [...] Sin embargo, otros han dicho que les encanta la canción, pero el vídeo destruye su música, ya que está al borde de la pornografía [...] Los críticos se burlaban de ella, preguntándole por qué no acaba de lanzar un vídeo porno [...] sin embargo, su música todavía lo está haciendo extremadamente bien, y su último disco ha tenido una excelente respuesta [...] es una prueba de que las personas son amantes de sus sonidos que incorpora hip hop en el género pop».
El video cuenta con más de 100 millones de visitas en el canal VEVO de Miley Cyrus.

## Presentaciones en directo

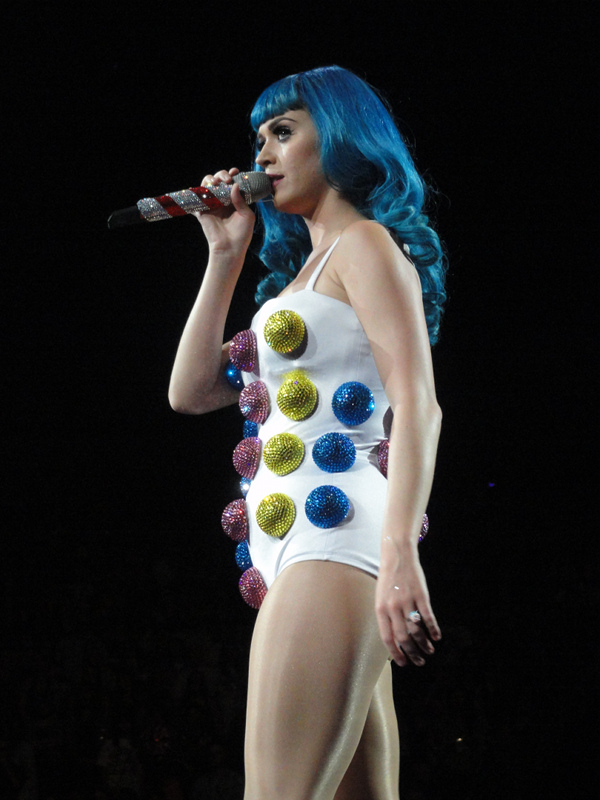
Miley Cyrus besó a la cantante Katy Perry durante la presentación de «Adore You» en Los Ángeles, en el marco de su gira Bangerz Tour.

Cyrus interpretó por primera vez «Adore You» durante la gira navideña Jingle Ball National Tour organizada por radios de Estados Unidos durante el mes de diciembre de 2013. Hardeep Phull de New York Post describió a la presentación como un «puñado de atmósfera alegre» sin nada de twerking en ella. En un episodio de MTV Unplugged, Cyrus realizó una versión acústica de «Adore You», entre otras pistas adicionales del álbum Bangerz. Todo el episodio siguió un tema inspirado en la música country. Durante la canción, en particular, Cyrus estaba vestida con una chaqueta de la mezclilla, sujetador y pantalón. Más tarde ese mismo año, Cyrus interpretó la canción durante su gira mundial, Bangerz Tour. Durante este segmento de la gira, una cámara de besos aparece en la pantalla gigante del estadio.
Cyrus nuevamente generó controversia debido a que durante el concierto realizado en Los Ángeles (California) el 23 de febrero, besó a la cantante Katy Perry mientras interpretaba «Adore You». Kirk Lazarus de News Media 24/7 catalogó al beso como «épico» y lo describió como «un beso profundo con un poco de acción con la lengua». La polémica creció después de las declaraciones de Katy Perry durante una entrevista en Australia, donde comentó su desagrado hacia el beso, ella dijo: «Yo sólo me acerqué a ella para darle un beso amigable de chicas. Ya sabes como somos las chicas. Y entonces ella  trató de mover la cabeza e ir más profundo y me aparté. Dios sabe dónde ha estado esa lengua», en respuesta a sus declaraciones Cyrus escribió en su cuenta de Twitter: «No actúes como si no te hubiera gustado» y posteriormente escribió «Chica, si estás preocupada por dónde han andado ciertas lenguas, qué bueno que tu ex novio sea tu ex novio, pues todos sabemos donde ha estado esa lengua». Finalmente para calmar las críticas, Katy Perry le respondió a Cyrus mediante un tuit que decía: «¡Oh, chica! Te voy a dar la nalgada más fuerte en cuando te vea en el Reino Unido», refiriéndose a los conciertos que Cyrus daría en dicho país durante su gira.
El 31 de enero de 2014, un fanático de Cyrus llamado Matt Peterson subió un vídeo a internet parcialmente desnudo y en dicho vídeo invitaba a la cantante a su fiesta de graduación. Después de varios días, el 8 de febrero Cyrus le respondió mediante su cuenta de Twitter que no podría asistir a su evento, ella escribió: «Querido Matt Peterson, creo que no voy a ser capaz de llegar a la graduación, pero ¿por qué no vienes a mi espectáculo en Arizona y pasas el rato conmigo? No olvides tu corsage». El 27 de febrero, Matt Peterson fue el invitado especial durante el concierto de Cyrus en Phoenix, Arizona, él bailó con la cantante durante la presentación de la canción «Adore You».

## Cedric Gervais remix
Una remezcla de «Adore You» producida por Cédric Gervais fue lanzada el 3 de marzo de 2014 por el sello Spinnin' Records. La remezcla sustituye el sonido pop de la canción original por un ritmo más rápido que incluye las vocales originales de la cantante. La remezcla recibió críticas generalmente favorables de los críticos de música, quienes sentían que la versión era más divertida y bailable que la original. El vídeo musical de la remezcla fue estrenado a través de Spinnin' Records el 13 de febrero de 2014, y está hecho a partir del material reeditado de la versión original de la canción. La canción ha aparecido en los álbumes recopilatorios de música electrónica DJ Zone Best Session 04/2014 y Hot Parade Spring 2014, lanzados por Universal Music.

### Antecedentes y composición
Cyrus contactó primero a Cedric Gervais para hablar sobre la posibilidad de remezclar «Adore You» en enero de 2014, poco después de que él recibiera el Premio Grammy a la mejor grabación remezclada, no clásica por su versión de «Summertime Sadness» de Lana Del Rey. La versión de Gervais apareció en internet el 11 de febrero de 2014, y no fue reconocido oficialmente por el sello discográfico Spinnin' Records hasta el estreno de su vídeo musical el 13 de febrero. Fue anunciado a través del sitio oficial de Gervais que sería la remezcla sería lanzada oficialmente el 3 de marzo de 2014. Cyrus dio a conocer su portada oficial a través de su cuenta de Twitter el 18 de febrero; en ella muestra a la cantante en topless con una peluca de cabello obscuro, con las letras "Miley Cyrus vs Cedric Gervais" y "Adore You Remix", ubicadas en la parte superior de la imagen, estilizadas con el tipo de letra, paloseco. La versión remezclada de «Adore You» sustituye a los «ritmos amorfos» originales con elementos prominentes de la música dance, que incorpora un sonido intenso al estribillo, característico de la música electrónica. La producción mantiene el «centro emocional de la canción» al tiempo que añade un «ritmo en cascada». Mike Wass de Idolator consideró que la remezcla «funciona bastante bien» junto con las partes del vídeo musical original.

### Recepción crítica
La remezcla de Gervais de «Adore You» recibió críticas generalmente favorables por parte de los críticos de música. Jason Lipshutz de Billboard y Lewis Corner de Digital Spy escribieron favorablemente sobre la producción remezclada, el primero felicitó a la conversión de la «balada de anhelo» original en un «himno potente», mientras que el segundo aprecia su transición de «una balada romántica» a «un himno para el club», algo que la versión original de la pista no se había trazado con tanta fuerza como sencillos los sencillos anteriores de Cyrus: «We Can't Stop» y «Wrecking Ball». Esi Mensah de EntertainmentWise declaró que Gervais «rescató la pista» después de convertirla en «una divertida canción electrónica para bailar». James Shotwell de Under The Gun Review consideró que la versión del álbum de estaba «un poco aburrida», pero en tono de broma dijo «me atrevo a decir que nadie se quedará quieto mientras escucha esta remezcla». Michael Marotta colaborador de Vanyaland estuvo de acuerdo con que la canción se benefició de «una inyección de energía muy necesaria» que él esperaba escuchar en el Bangerz Tour de Cyrus.

## Posicionamiento en listas

### Semanales
| País (Lista 2013-2014)                       | Mejor posición | Ref    |
| -------------------------------------------- | -------------- | ------ |
| Australia (Listas musicales de Australia)    | 25             | [ 40 ] |
| Canadá (Canadian Hot 100)                    | 36             | [ 73 ] |
| Canadá (Digital Songs)                       | 21             | [ 10 ] |
| Canadá (Canada CHR/Top 40)                   | 38             | [ 10 ] |
| Dinamarca (Tracklisten)                      | 24             | [ 37 ] |
| Eslovaquia (IFPI)                            | 58             | [ 74 ] |
| España (PROMUSICAE)                          | 39             | [ 39 ] |
| Escocia (The Official Charts Company)        | 21             | [ 35 ] |
| Estados Unidos (Billboard Hot 100)           | 21             | [ 10 ] |
| Estados Unidos (Digital Songs)               | 13             | [ 10 ] |
| Estados Unidos (Digital Tracks)              | 11             | [ 10 ] |
| Estados Unidos (Dance Club Songs)            | 42             | [ 10 ] |
| Estados Unidos (On-Demand Songs)             | 28             | [ 10 ] |
| Estados Unidos (Pop Songs)                   | 15             | [ 10 ] |
| Estados Unidos (Adult Pop Songs)             | 33             | [ 10 ] |
| Estados Unidos (Pop Digital Songs)           | 6              | [ 10 ] |
| Estados Unidos (Ringtones)                   | 18             | [ 10 ] |
| Estados Unidos (Streaming Songs)             | 1              | [ 10 ] |
| Francia (SNEP)                               | 143            | [ 75 ] |
| Irlanda (Irish Singles Chart)                | 44             | [ 38 ] |
| Líbano (The Official Lebanese Top 20)        | 19             | [ 76 ] |
| Reino Unido (The Official UK Charts Company) | 27             | [ 36 ] |
| Reino Unido (Streaming Chart)                | 65             | [ 77 ] |
| República Checa (IFPI)                       | 33             | [ 78 ] |
| Sudáfrica (Mediaguide)                       | 5              | [ 79 ] |
| Nueva Zelanda (Recorded Music NZ)            | 15             | [ 41 ] |

## Certificaciones
| País (Organismo certificador) | Certificaciones     | Ventas certificadas | Ref.   |
| ----------------------------- | ------------------- | ------------------- | ------ |
| Australia (ARIA)              | 2× Platino          | 140 000             | [ 11 ] |
| Brasil (Pro-Música Brasil)    | Platino             | 40 000              | [ 81 ] |
| Canadá (CRIA)                 | Platino             | 80 000              | [ 13 ] |
| Dinamarca (IFPI)              | Oro                 | 15 000              | [ 12 ] |
| Dinamarca (IFPI)              | Platino (streaming) | —                   | [ 83 ] |
| Estados Unidos (RIAA)         | 3× Platino          | 3 000               | [ 14 ] |
| Noruega (IFPI)                | Oro                 | 30 000              | [ 84 ] |
| Nueva Zelanda (RMNZ)          | Platino             | 30 000              | [ 85 ] |
| Reino Unido (BPI)             | Oro                 | 400 000             | [ 86 ] |
| Suecia (GLF)                  | Oro                 | 20 000              | [ 87 ] |

## Premios y nominaciones
El sencillo «Adore You» recibió varias nominaciones en distintas ceremonias de premiación. A continuación, una lista de las candidaturas que obtuvo:
| Año  | Premiación         | Categoría                      | Resultado | Ref.   |
| ---- | ------------------ | ------------------------------ | --------- | ------ |
| 2014 | World Music Awards | Mejor canción del mundo        | Nominada  | [ 88 ] |
| 2014 | World Music Awards | Mejor vídeo del mundo          | Nominada  | [ 89 ] |
| 2014 | Premios Telehit    | Mejor vídeo musical            | Nominada  | [ 90 ] |
| 2015 | VEVO Certified     | 100 millones de reproducciones | Ganadora  | [ 91 ] |

## Historial de lanzamientos
| País           | Fecha                   | Versión              | Formato                                    | Discográfica     | Ref.   |
| -------------- | ----------------------- | -------------------- | ------------------------------------------ | ---------------- | ------ |
| Estados Unidos | 17 de diciembre de 2013 | Original             | Radio de éxitos contemporáneos             | RCA Records      | [ 1 ]  |
| Italia         | 24 de enero de 2014     | Original             | Radio airplay                              | RCA Records      | [ 92 ] |
| Italia         | 20 de febrero de 2014   | Cedric Gervais Remix | Radio airplay                              | RCA Records      | [ 93 ] |
| Estados Unidos | 3 de marzo de 2014      | Cedric Gervais Remix | Descarga digital (exclusivo para Beatport) | Spinnin' Records | [ 22 ] |
| Estados Unidos | 11 de marzo de 2014     | Cedric Gervais Remix | Descarga digital                           | Spinnin' Records | [ 23 ] |
| Reino Unido    | 11 de marzo de 2014     | Cedric Gervais Remix | Descarga digital                           | Spinnin' Records | [ 94 ] |

## Créditos y personal
- Miley Cyrus: Voz principal
- Oren Yoel: Productor y composición
- Manny Marroquin: Ingeniero de mezclas
- Stacy Barthe: Composición
- Sean Tallman: Masterización
- Paul Dateh: Violín:
- Chris Galland, Delbert Bowers, Doron Dina y Todd Hurtt: Asistentes

Fuente: Discogs